# Dobryninskaja (stanice metra v Moskvě)
Dobryninskaja (rusky Добрынинская) je stanice moskevského metra na okružní Kolcevské lince. Otevřena byla 1. ledna 1950, řadí se tedy k nejstarším ze stanic hnědé linky. Do roku 1961 nesla název Serpuchovskaja.

## Charakter stanice
Jedná se o raženou trojlodní stanici, založenou 35,5 m hluboko pod povrchem. Je propojena se stanicí Serpuchovskaja na Serpuchovsko-Timirjazevské lince, a to přestupní chodbou, vycházející z jednoho z prostupů; novější stanice na deváté lince se nachází hlouběji než tato starší. Střední loď Dobryninské stanice je zkrácená; z jednoho jejího konce vychází eskalátorový tunel do povrchového vestibulu (přímý výstup), druhý je slepý a zakončen dekorativní mozaikou (ta však není původní a na svém místě je až od roku 1967) s názvem Úsvit kosmického věku (rusky Утро космической эры) od S. A. Pavlovského. Všechny tři lodě jsou pak obložené růžovým a hnědým mramorem. Prostupy jsou obložené též mramorem, ale již ve světlých barvách, uspořádané jako klenba.
Podobně jako podzemní část stanice je ztvárněn i její vestibul; ten je – jak již bylo uvedeno – povrchový, a patří mezi ukázky tzv. socialistického realismu. Jsou zde umístěny mozaiky s tematikou Lenina, znaků všech tehdejších svazových republik či sovětských atletů.